# Интегрин бета-3
Интегрин бета-3 (CD61) — мембранный белок, гликопротеин из надсемейства интегринов, продукт гена ITGB3. Компонент гликопротеина IIb/IIIa, обеспечивающего агрегацию тромбоцитов.

## Функции

Структура гетеродимерного интегрина альфа-IIb (GPIIb)/бета-3 (GPIIIa) и лиганд-связывающий домен (выделен розовым цветом).

Интегрин альфа-V/бета-3 является рецептором для цитотактина, фибронектина, ламинина, металлопротеазы матрикса 2, остеопонтина, протромбина, тромбоспондина, витронектина и фактора фон Виллебранда. Интегрин альфа-IIb/бета-3 является рецептором для фибронектина, фибриногена, плазминогена, протромбина, тромбоспондина и витронектина. Интегрины альфа-V/бета-3 и альфа-IIb/бета-3 распознают специфическую аминокислотную последовательность глицин-пролин-аргинин (R-G-D) в широком спектре лигандов. Кроме этого, интегрин альфа-IIb/бета-3 распознаёт последовательность H-H-L-G-G-G-A-K-Q-A-G-D-V в гамма-цепи фибриногена. Этот интегрин участвует во взаимодействии между тромбоцитами, опосредованном растворимым фибриногеном, что, в свою очередь, приводит к быстрой агрегации тромбоцитов и физическом закрытии повреждённой поверхности эндотелия. В процессе ВИЧ-инфицирования  взаимодействие с вирусным Tat-пептидом усиливает ангиогенез в саркоме Капоши.

## Структура
Интегрин бета-3 состоит из 762 аминокислот, молекулярная масса белковой части — 87,1 кДа. Основной N-концевой участок (692 аминокислоты) является внеклеточным, далее расположен единственный трансмембранный фрагмент и внутриклеточный фрагмент. Внеклеточный фрагмент включает от 2 до 6 участков N-гликозилирования. Цитозольный фрагмент содержит 3 участка фосфорилирования.
Интегрин бета-3 образует гетеродимерный комплекс, связываясь с альфа-субъединицей. Он способен связываться с интегринами альфа-V и альфа-IIb. Взаимодействует с COMP, с HIV-1 Tat-пептидом. После активирования взаимодействует с PDIA6, SYK, промотирует адгезию тромбоцитов.
Существует 3 изоформы белка; изоформа 3C связывается с FLNB.

## Тканевая специфичность
В целом изоформы бета-3A и -3C экспрессированы во многих тканях.  Изоформа бета-3A специфически представлена в остеобластах, а бета-3C — в предстательной железе и яичках.

## Патология
Нарушения гена ITGB3 приводят к тромбастении Гланзманна, одному из наиболее частых наследственных нарушений тромбоцитов. Проявляется в кровоточивости слизистой средней тяжести либо в тяжёлой форме. Различают два типа: тип 1 характеризуется полным отсутствием интегрина альфа-IIb/бета-3, при 2-м типе его уровень сильно снижен (5-20% от нормы).

## См.также
- Интегрины
- Кластер дифференцировки